# Contraddizione
In logica si parla di contraddizione quando si identifica una proposizione con il suo contrario, ovvero se si considera una proposizione logica attualmente identica al proprio opposto. Possiamo descrivere una semplice contraddizione con l'identità P = ¬P. Ad esempio: "il bianco è identico al non-bianco".

## La contraddizione nella logica
Il principio di non contraddizione soggiace a molti tipi di logica, in quanto si è a lungo ritenuto che rappresentasse la garanzia minima di coerenza di ogni affermazione o inferenza. Il vincolo di validità del principio di non contraddizione, che tradizionalmente è sempre incluso tra i fondamenti della logica classica (come nel caso della logica sillogistica, o aristotelica), non sopravvive laddove venga negato anche l'altro grande principio della logica tradizionale, ovvero quello del terzo escluso (come avviene, ad esempio, nella logica fuzzy). 
Qualora un'inferenza logica metta in luce una contraddizione interna ad essa, si parla di paradosso o antinomia.
La contraddizione può anche indicare un'affermazione che è sempre falsa, indipendentemente dal valore di verità delle proposizioni che la compongono; in questa accezione essa è l'opposto della tautologia. Un esempio banale di contraddizione in questo senso è dato da ( A ∧ ¬A ). Ad esempio: "piove e non piove".
In un ragionamento logico la contraddizione sussiste nel caso in cui, partendo da determinati assiomi, si arriva a dimostrarne la falsità, rendendo ovvia la falsità dell'intero ragionamento. Un utilizzo di questo metodo sono le dimostrazioni per assurdo.
Interessante è il fatto che la parola contraddizione in cinese si traduca con gli ideogrammi di lancia e scudo (mao dun), ciò a causa di una storia tratta da Han Feizi, una raccolta di pensieri cinesi del III secolo. La storia racconta di un armaiolo che si vantava della sua lancia indistruttibile e del suo scudo imperforabile. Un uomo lì presente chiese allora cosa sarebbe successo se avesse provato a conficcare la lancia nello scudo. L'armaiolo fu preso alla sprovvista e colpito nell'orgoglio. Il risultato dello scontro fu che entrambi gli arnesi si ruppero.

## La contraddizione in filosofia
Nella storia della filosofia, tuttavia, si è arrivati anche a negare la validità assoluta del principio di non contraddizione e, di conseguenza, ad affermare che nella contraddizione c'è verità, almeno in alcuni ambiti.
Eraclito, ad esempio, è stato annoverato tra i primi fondatori di una logica degli opposti, che faceva della guerra, cioè della contraddizione, la legge che governa il mondo. Il divenire della realtà è per lui reso possibile dall'interazione di due elementi contrapposti ma coessenziali («nel medesimo fiume scendiamo e non scendiamo, noi stessi siamo e non siamo»), secondo un principio antitetico alla logica di Aristotele, il quale tuttavia sosterrà l'impossibilità che il medesimo attributo appartenga e non appartenga contemporaneamente al medesimo oggetto sotto il medesimo aspetto, mentre Eraclito faceva forse riferimento a due aspetti diversi nei quali lo stesso oggetto può essere osservato; in tal caso, la sua ambiguità rispetto ad Aristotele consisterebbe piuttosto nell'assegnare alle contraddizioni una valenza oggettiva che è invece meramente soggettiva.
Le contraddizioni del mondo sono comunque espressione, secondo Eraclito, di un unico Logos indiviso, e ne rivelano la trama nascosta in profondità.

### Cusano e lacoincidentia oppositorum
Successivamente la contraddizione, se da una parte verrà interpretata come la manifestazione di un pensiero erroneo, dall'altra sarà accolta da alcuni filosofi come un concetto-limite che si affaccia sulla trascendenza. Il neoplatonico Nicola Cusano, ad esempio, concepiva Dio come coincidentia oppositorum, cioè «unione degli opposti». Si tratta di un'espressione dal significato chiaramente metalogico, che spiega nel pensiero di questo filosofo il perché sia impossibile conoscere Dio razionalmente.
Elevando la contraddizione a caratteristica divina, Cusano faceva l'esempio del cerchio: se esso viene dilatato all'infinito, tutti i suoi componenti (diametro, raggio, circonferenza) finiscono per coincidere. Allo stesso modo, Dio è il punto in cui tutti i contrari coincidono. In Lui, luce e tenebre, bianco e nero, donna e uomo, sostanza e non sostanza, sono identici. Dio, quindi, è anche al di là del Vero e del Falso, perché questi in Lui coincidono.
Il principio di identità e di non contraddizione valgono solo per il mondo finito dei nostri concetti. Così l'infinito matematico mostra una logica profondamente diversa dalla logica del finito, che non accetta la coincidenza degli opposti. Bianco e nero, ad esempio, che sono contrapposti tra loro, hanno in comune l'Idea (in senso platonico) di Colore da cui discendono entrambi, e in cui originariamente sono congiunti.
Cusano pose pertanto una distinzione tra ragione e intelletto: la ragione (ratio) è la sfera umana "aristotelica", dove vale il principio di non contraddizione, ed è comune anche agli animali; l'intelletto, invece, (intellectus) è la sfera "divina" dell'uomo, poiché esso, portandosi ad una dimensione mistica-intuitiva, ci permette di intuire la comune radice di ciò che, ad un livello logico-razionale, appare invece insanabilmente contraddittorio.

### Critiche storiche al principio di non contraddizione
Mentre Cusano lasciava quindi intatto il principio di non-contraddizione dal punto di vista terreno, ponendo un salto logico tra Dio e il mondo, quello stesso principio divenne oggetto di aspre critiche e contestazioni, specialmente da parte di Hegel.
A differenza di Cusano, che poneva la contraddizione ad un livello mistico e trascendente, Hegel affermò invece che la contraddizione appartiene alla realtà in cui viviamo, ed è propria della dimensione razionale (non di quella intuitiva). Secondo Hegel, le contraddizioni che riscontriamo nel mondo troverebbero conciliazione nella Ragione Dialettica, attraverso i tre momenti della tesi, dell'antitesi e della sintesi. Non ci sarebbe quindi bisogno di rifarsi a un principio trascendente: bianco e nero, ad esempio, non scaturiscono da una superiore e comune Idea di Colore, ma scaturirebbero l'uno dall'altro per dare luogo soltanto alla fine, attraverso la loro contrapposizione, all'Idea che li comprende.
Ad Hegel si rifece Marx, il quale analogamente credette di poter superare le contraddizioni della storia attraverso il cosiddetto materialismo dialettico, proprio della concezione marxista. Secondo Marx, le contrapposizioni che si instaurano tra realtà opposte sarebbero la molla che muove il mondo: esse trovano conciliazione non in un principio originario (come ad esempio Dio), ma nella storia stessa.
Questo modo di concepire la logica fu oggetto di varie repliche e contestazioni, in particolare da parte di Schelling, Schopenhauer, Kierkegaard, Nietzsche, i quali, pur partendo da prospettive diverse, ribadirono come la realtà sia lacerata da profonde contraddizioni che la ragione non può mai riuscire a conciliare completamente; per costoro, quello di Hegel e Marx era quindi sostanzialmente un finto razionalismo. Ad ogni tesi infatti si contrappone un'antitesi, cioè un limite, che non può essere risolto dialetticamente in una sintesi: la «negazione della negazione» di fatto si traduce non in una sintesi, ma soltanto nella prevaricazione di una delle due tesi sull'altra. Da qui la rivalutazione dell'intuizione, o di altre facoltà extra-razionali, come uniche forme di conciliazione immediata (non mediata dalla ragione) tra gli opposti.
Nel Novecento, con la cosiddetta semantica generale di Alfred Korzybski, è stata riproposta la negazione del principio di non contraddizione, seppure in un ambito completamente alieno da quello hegelo-marxista.
In seguito anche Karl Popper ha contestato ad Hegel (e ai suoi epigoni) che le contraddizioni possano essere accolte e accettate come un dato di fatto, mentre in realtà dovrebbero servire a testimoniare l'incoerenza di una teoria e a falsificarla: a tal fine le contraddizioni sono molto importanti, ma non nel senso che non c'è alcun bisogno di evitarle. Hegel invece, sostenendo che la realtà è intimamente contraddittoria, si è sottratto ad ogni logica e quindi, con fare disonesto, al rischio stesso di poter essere confutato.

## La contraddizione nelle religioni
Il tema della contraddizione è stato trattato anche nei racconti mitologici delle religioni, in particolare quelle orientali, dove le grandi dee hanno in sé gli attributi sia del terrore che della mitezza. Ad esempio la dea indiana Kālī è chiamata la "soave e benevola", ma la sua mitologia e iconografia sono terrificanti: è coperta di sangue, porta una collana di teschi umani, e regge un calice fatto con un cranio. Analogamente, il dio Shiva crea e distrugge ritmicamente l'Universo.
Lo studioso Mircea Eliade evidenzia come queste divinità manifestino la polarità di due personalità contrapposte, generate da un solo ed unico Principio, e destinate, in molte versioni, a riconciliarsi in un'epoca finale escatologica. D'altronde anche Jahvè è buono e collerico; il dio dei mistici e dei teologi cristiani è terrificante e mite, coesistendo in Lui una coincidentia oppositorum di cui hanno trattato filosofi quali Agostino d'Ippona, Pseudo-Dionigi l'Areopagita, Meister Eckhart, oltre a Nicolò Cusano.